# 발할라 (독일)

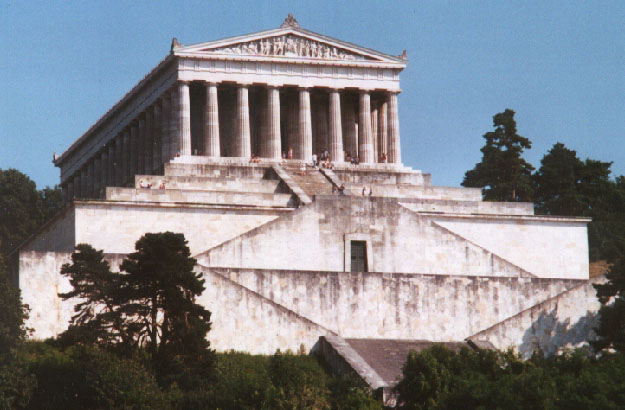
다뉴브강에서 본 발할라

발할라(독일어: Walhalla)는 독일어를 모국어로 하는 독일의 유명인, 정치인, 과학자, 예술가 등을 헌액하는 바이에른주 레겐스부르크의 동쪽 다뉴브강 연안의 언덕에 있는 신고전주의 건축으로 지어진 전당이다. 1807년 바이에른 왕국의 황태자였던 루트비히 1세가 구상하고 건축가 레오 폰 클렌체가 1830년부터 1842년에 걸쳐 건설했다.